# آی‌اچ‌کیو
آی‌اچ‌کیو (انگلیسی: iHQ Inc.) با نام تجاری سایدوس‌اچ‌کیو (کره‌ای: 싸이더스HQ; لاتین‌نویسی اصلاح‌شده: SsaideoseuHQ) یکی از آژانس‌های استعدادیابی برجسته در کره جنوبی است. این شرکت در ژانویه ۲۰۰۱ توسط جونگ هون تاک تأسیس شد. این شرکت در زمینه مدیریت استعداد (هنرمندان)، درام کره‌ای و تولیدات موسیقی فعالیت دارد.